# ロドニー・M・デイヴィス (フリゲート)
| USS Rodney M. Davis FFG-60 |                                                                                           |
| 艦歴                       |                                                                                           |
| 発注:                      |                                                                                           |
| 起工:                      | 1982年10月28日                                                                            |
| 進水:                      | 1986年1月11日                                                                             |
| 就役:                      | 1987年5月9日                                                                              |
| 退役:                      | 2015年1月23日                                                                             |
| 除籍:                      |                                                                                           |
| その後:                    | 2022年7月12日標的艦として海没処分                                                         |
| 要目                       |                                                                                           |
| 排水量                     | 基準: 3,225 t                                                                             |
| 排水量                     | 満載: 4,100 t                                                                             |
| 全長                       | 453 ft (138 m)                                                                            |
| 全幅                       | 45.4 ft (13.8 m)                                                                          |
| 吃水                       | 24 ft (7.3 m)                                                                             |
| 機関                       | COGAG方式                                                                                 |
| 機関                       | LM2500-30ガスタービンエンジン (20,500hp) ×2基                                             |
| 機関                       | 可変ピッチプロペラ（5翔）×1軸                                                             |
| 機関                       | 非常用旋回式スラスタ（350hp）×2基                                                         |
| 最大速                     | 29ノット以上                                                                              |
| 航続距離                   | 4,500 海里（20ノット巡航時）                                                              |
| 乗員                       | 206名（士官13名）                                                                         |
| 兵装                       | Mk.75 76mm単装速射砲×1基                                                                  |
| 兵装                       | Mk.38 25mm単装機銃×2基                                                                    |
| 兵装                       | Mk.15 20mmCIWS×1基                                                                        |
| 兵装                       | M2 12.7mm単装機銃×4基                                                                     |
| 兵装                       | Mk.13 mod.4単装ミサイル発射機×1基 * SM-1MR SAM * ハープーンSSM を発射可能 ※2003年以降撤去 |
| 兵装                       | Mk.32 mod.17 3連装短魚雷発射管×2基                                                        |
| 艦載機                     | SH-60B LAMPSヘリコプター×2機                                                              |
| C4ISTAR                    | NTDS (JTDS＋リンク 11/14)                                                                 |
| C4ISTAR                    | Mk.92 FCS (SM-1MR, 76mm砲用)                                                              |
| C4ISTAR                    | AN/SQQ-89 ASWCS                                                                           |
| センサ                     | AN/SPS-49 対空捜索レーダー                                                                |
| センサ                     | AN/SPS-55 対水上捜索レーダー                                                              |
| センサ                     | AN/SQS-56 船底装備ソナー                                                                  |
| センサ                     | AN/SQR-19 曳航ソナー                                                                      |
| 電子戦                     | AN/SLQ-32(V)5 ESM/ECM装置                                                                 |
| 電子戦                     | Mk.36 デコイ発射装置                                                                      |
| モットー:                  | By Valor and Arms                                                                         |

ロドニー・M・デイヴィス (英語: USS Rodney M. Davis, FFG-60) は、アメリカ海軍のミサイルフリゲート。オリバー・ハザード・ペリー級ミサイルフリゲートの50番艦。艦名はベトナム戦争での英雄的行動で戦死し、名誉勲章を受章したロドニー・M・デイヴィス軍曹(1942 - 1967)に因む。

## 艦歴

### 就役
ロドニー・M・デイヴィスはカリフォルニア州サンペドロのトッド・パシフィック造船所で1982年10月28日に起工する。1986年1月11日に進水し、1987年5月9日に就役した。ロドニー・M・デイヴィスは第15駆逐戦隊に配属され、日本の横須賀港を母港とした。

### 長崎港寄港
1989年9月15日、ロドニー・M・デイヴィスは「補給と休養」を理由に長崎港に入港し、ピーター・G・ロバーツ艦長が長崎市役所や長崎県庁を表敬訪問するほか、平和祈念像に花輪を献花する予定となっていた。これに対し、長崎原爆の被爆者や遺族からなる長崎原爆被災者協議会（長崎被災協）は、核兵器を搭載している疑惑がある軍艦の入港は、軍港ではない長崎港の「核慣らし」と批判し、長崎港を管理する長崎県庁に入港拒否を要請したほか、在福岡米国領事館を通して中止を求めた。しかしロドニー・M・デイヴィスは予定通り長崎港に寄港したため、松が枝埠頭には約400人の被爆者が詰めかけ抗議活動を行った。
翌9月16日、ロバーツ艦長は長崎市役所を訪問し本島等市長と面会した。本島市長は非核三原則の順守を再三問うたが、ロバーツ艦長は「安保条約は守っており、核搭載については否定も肯定もしないのが米側の政策だ。」との回答を繰り返した。ロバーツ艦長は「市民の核兵器に対する特別な感情はよく理解しているつもりだが、一層、理解を深めるため、平和公園での献花に市長の同行をお願いしたい」と要請したが、本島市長は「核疑惑がある限り、私が案内するのは差しひかえたい」「感情が許さない」と拒否し、会談は30分で終了した。ロバーツ艦長は長崎県庁に向かい、怒号が飛び交う中柴田芳男副知事と20分会談した。
山口仙二会長や谷口稜曄ら長崎被災協のメンバー約50人が平和記念像の前で座り込み抗議を行う中、予定通りロバーツ艦長による献花が行われた。その直後、艦長を追いかけたカメラマンの足が花輪に引っ掛かり、花輪が倒れてしまった。すると、「これは献花じゃない!」「原爆はわれわれ被爆者を焼き殺したんだ。毎日たくさんの被爆者が今も殺され続けている」と山口会長と被爆者遺族2人が倒れた花輪を踏み躙り続け、その姿がニュース映像として放送された。山口は浦上警察署から事情聴取を受け、9月21日に長崎市内の市民活動家に、器物損壊罪で告発された。山口たちの行動は、市民や被爆者からも批判の声が挙がったが、谷口は同じ被爆者として山口の行動に理解を示し、山口も後の取材で下記のように語っている。

### 退役
2005年の時点でロドニー・M・デイヴィスはワシントン州エヴェレットを母港とし、第9駆逐戦隊に所属した。2015年1月23日退役。退役後、2022年のアメリカ海軍主催多国間共同訓練「リムパック」の水上艦撃沈訓練（SINKEX）で標的艦として処分されることになった。7月12日、ロドニー・M・デイヴィスは、カウアイ島北方50海里で馬、豪、加、米4カ国の海軍の対艦ミサイルの標的となった。ロドニー・M・デイヴィスは、艦橋の後部と前部に被弾し沈没した。